# União de Escritores Sudaneses
A União de Escritores Sudaneses é uma organização não governamental e cultural, sem fins lucrativos, fundada em 1985 em Cartum, no Sudão. A união promove o diálogo e busca soluções para os conflitos no Sudão; a mesma enfatiza a liberdade de expressão dentro de uma sociedade multicultural e tenta reunir escritores de diferentes grupos étnicos. O primeiro secretário-geral da organização foi Ali El-Maak.